# Kohlenwasserstoff-Index
Der Kohlenwasserstoff-Index (abgekürzt auch KW-Index oder MKW-Index) ist ein Summenparameter für Mineralöl-Bestandteile in wässrigen Lösungen in der analytischen Chemie. Der Kohlenwasserstoff-Index ist definiert als die Summe der hexanextrahierbaren, nicht an Magnesiumsilikat absorbierbaren organischen Stoffe, die einen Siedebereich von 175 bis 525 °C haben, wie Heizöl, Dieselkraftstoff und Schmieröl.

## Methoden
Früher wurde zur Gehaltsbestimmung von Mineralölbestandteilen eine infrarotspektroskopische Methode verwendet, bei der die Lösungsmittel Tetrachlorkohlenstoff oder 1,1,2-Trichlor-1,2,2-trifluorethan eingesetzt werden, die seit 2005 aus Umweltschutzgründen nicht mehr verwendet werden dürfen.
Er wird heute mittels Gaschromatographie im Rahmen der Kohlenwasserstoff-Index-Methode bestimmt. Es werden Mineralölbestandteile und in der Petrochemie erzeugte Stoffe mit etwa zehn bis vierzig Kohlenstoffatomen erfasst. Der Siedebereich muss zwischen 175 °C und 525 °C liegen und darf nicht an Magnesiumsilikat adsorbiert werden. Auf Basis einer Peakmustererkennung kann dabei ergänzend eine qualitative Information zur Zusammensetzung der Mineralölbelastung erhalten werden. Niedersiedende Kohlenwasserstoffe (z. B. Motorenbenzin) und hochsiedende Kohlenwasserstoffe (Schmier- und Getriebeöle) werden dabei nicht vollständig erfasst. Die Konzentrationen der Kohlenwasserstoffkontamination sollte über 0,1 mg/l liegen, um eine verlässliche Bestimmung zu gewährleisten.
Bei beiden Methoden handelt es sich um Konventionsmethoden und nicht um Absolutmessungen. Deshalb sind die Messwerte der beiden Analysenmethoden nicht identisch, jedoch meistens vergleichbar. Das Verfahren ist für alle Arten von Wasser wie Trinkwasser, Wasser aus stehenden oder fließenden Gewässern, rohes Abwasser und Wasser aus dem Ablauf von Kläranlagen anwendbar.